# Космос-2341
Космос-2341 је један од преко 2400 совјетских вјештачких сателита лансираних у оквиру програма Космос.
Космос-2341 је лансиран са космодрома Плесецк, СССР, 17. априла 1997. Ракета-носач Космос је поставила сателит у орбиту око планете Земље. 